# Jérôme Lebouc
Jérôme Lebouc est un footballeur français né le 26 décembre 1979 à Vitré, en Ille-et-Vilaine. Il évolue au poste de milieu offensif avant de se reconvertir comme entraîneur.

## Biographie

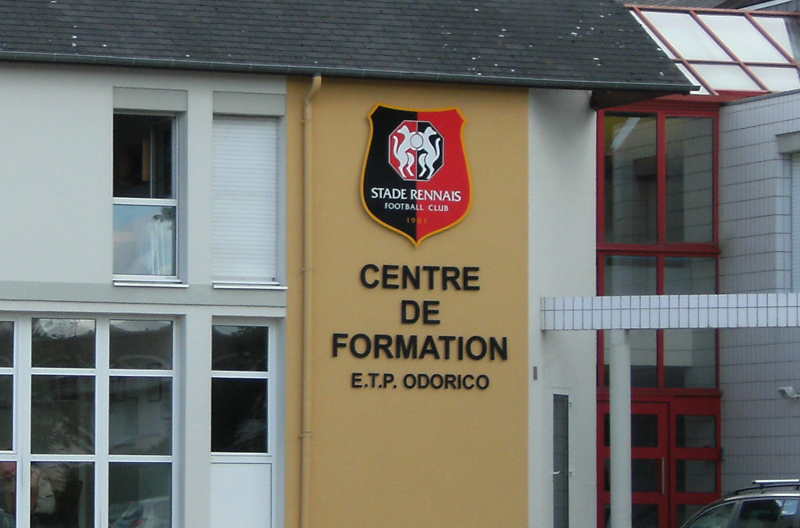
Jérôme Lebouc est formé au Stade rennais.

Jérôme Lebouc est formé au Stade rennais avant de faire ses débuts au niveau senior à l'AS Vitré, en CFA2. 
Il rejoint ensuite la GSI Pontivy en CFA, où il joue peu. Il se fait repérer par le Pau FC alors qu'il évolue au FC Marmande 47, en Lot-et-Garonne. Après une saison où il termine deuxième du classement des étoiles de France Football derrière Steve Savidan, il signe au Valenciennes FC, club ambitieux de National qui s'attache également les services de Savidan. Après une blessure au genou qui l'éloigne des terrains pendant six mois, il fait son retour fin décembre, marque le but de la montée en Ligue 2, et remporte le titre de champion. Il signe alors son premier contrat professionnel. 
En disgrâce avec son entraîneur de l'époque, Antoine Kombouaré, qui lui fait savoir dès la reprise de l'entraînement qu'il ne compte pas sur lui, il résilie son contrat à l'amiable à la fin du mois d'août et rejoint Croix-de-Savoie, où il ne joue pas un match, son contrat n'étant pas validé par la DNCG. Après une année sans jouer, le Vannes OC l'engage. Il y connaîtra trois belles saisons sous les ordres de Stéphane Le Mignan, avec un vrai projet sportif. En 2008 il décroche la montée en Ligue 2 et le titre de champion, et les entraîneurs de National l'élisent dans l'équipe type de la saison. 
Après avoir joué 121 matches en National (19 buts) il découvre en 2008-2009 la Ligue 2 avec le Vannes OC et atteint la finale de la Coupe de la Ligue en 2009.
La saison suivante, il s'engage avec le Stade lavallois tout juste promu de National. Après deux belles premières saisons comme numéro neuf et demi (17 buts et 17 passes en deux ans), il prolonge de deux ans et devient le plus gros salaire du club. Moins en réussite et en manque de confiance, il perd peu à peu sa place dans l'équipe. Les dirigeants lui accordent un bon de sortie en mai 2012 mais il reste au club. Il n'est pas prolongé en 2013.
Sans emploi depuis la fin de son contrat avec Laval et après avoir participé au stage estival de l'UNFP, il s'engage début septembre 2013 avec l'équipe amateur du FC Marmande 47 (Division Honneur) où il a évolué dix ans plus tôt. Il accède au CFA2 en 2015. En 2016 les entraîneurs du groupe C de CFA2 l'élisent dans l'équipe-type de la saison, comme remplaçant.
Après sa carrière de joueur, il se reconvertit en éducateur au FC Marmande. Il entraîne d'abord les U17, puis l'équipe réserve, avant de prendre les rênes de l'équipe première en 2018. Il démissionne en novembre 2021.

## Carrière
- 1993-1997 : Stade rennais (-15 ans, -17 ans)
- 1997-2001 : AS Vitré
- 2001-2002 : GSI Pontivy
- 2002-2003 : FC Marmande 47
- 2003-2004 : Pau FC (35 matchs, 2 buts)
- 2004-nov. 2005 : Valenciennes FC (15 matchs, 2 buts)
- 2006-2009 : Vannes OC (77 matchs, 17 buts)
- 2009-2013 : Stade lavallois
- 2013-2016 : FC Marmande 47[9]

## Palmarès
- Champion de France de National en 2005 avec le Valenciennes FC et en 2008 avec le Vannes OC.
- Finaliste de la Coupe de la Ligue en 2009 avec le Vannes OC.
- 1 sélection en Équipe de Bretagne en 2008 (Bretagne – Congo : 3-1)